# Robert Sabuda
Robert Clarke Sabuda (né le 8 mars 1965) est un illustrateur de livres pour enfants  en particulier des livres animés et un ingénieur. Ses récents ouvrages, et notamment ses versions du Magicien d'Oz et d'Alice au pays des merveilles, ont reçu un accueil favorable dans les pays anglophones.
Né à Pinckney dans le Michigan, il développe des attitudes artistiques dès le plus jeune âge, et entre au Pratt Institute dans la ville de New York. Son intérêt pour l'illustration des livres de jeunesse est remarqué, et il illustre The Fiddler's Son en 1988. La reconnaissance vient en 1994.
Actuellement, Sabuda travaille dans son studio à New York, et s'implique dans des projets visant à découvrir de jeunes talents. Il a aussi commercialisé une vidéo sur son travail. Un certain nombre d'ouvrages ont été réalisés avec Matthew Reinhart.
Robert Sabuda a reçu le prix Meggendorfer  en 1998, 2000 et 2002

## Œuvres
- Christmas Alphabet Meggendorfer Prize 1998
- Alice au pays des merveilles Meggendorfer Prize 2002
- Le magicien d'Oz
- EncycloDino, les monstres marins
- Châteaux forts
- Monstres et dragons
- Dieux et héros
- EncycloDino
- Peter Pan
- Le monde de Narnia
- Lettres de Noël - Un abécédaire de Noël en 3 dimensions
- Beauty and the Beast
- The little Mermaid